# René Chauveau
René Chauveau, född 1663 i Paris, död 1722 i Paris, var en fransk konstnär och skulptör. Han var son till François Chauveau och bror till Evrard Chauveau. 
Chauveau blev skulptör i François Girardons riktning. Han användes vid utsmyckningen av Versailles slott och av Invaliddomen i Paris och fick anställning vid de kungliga manufakturerna i Des Gobelins. 
Chaveau inkallades 1693 till Sverige för att arbeta på Stockholms slott, vars omgestaltande började vid denna tid med ombyggnad av norra längan. Här var han sysselsatt med arbeten i stuck eller gips och huvudman för ett flertal skulptörer, metallgjutare och ciselörer, vilkas verk till större delen ännu är kvar, eftersom norra längan till stora delar klarade sig undan branden 1697. 
Chauveau utförde även dekorativa reliefer i Tessinska palatset. En bronserad gipsrelief med Karl XII omgiven av genier, skapad av Chauveau finns på Ljungs slott. Ett par i Sverige utförda gravskulpturer tillskrivs också Chauveau.
Chauveau lämnade Sverige i augusti 1700 och återvände till Paris. Återkommen till Frankrike fick han nya dekorativa uppdrag för Versailles och andra slott samt flera kyrkor i Paris, men sin största betydelse fick han under sin tid i Sverige. Chauveau finns representerad vid bland annat Nationalmuseum i Stockholm.

## Bilder
René Chauveau utförde 1699-1700 en serie på 16 st reliefer, med motiv från Ovidius Metamorphoses, vilka var avsedda att uppsättas i slottets trapphus. Gjutningen skedde inte förrän på 1890-talet, varefter de blev uppsatta i halvvåningens blindfönster på slottets sydfasad. Nedan foton av fyra av dessa reliefer:

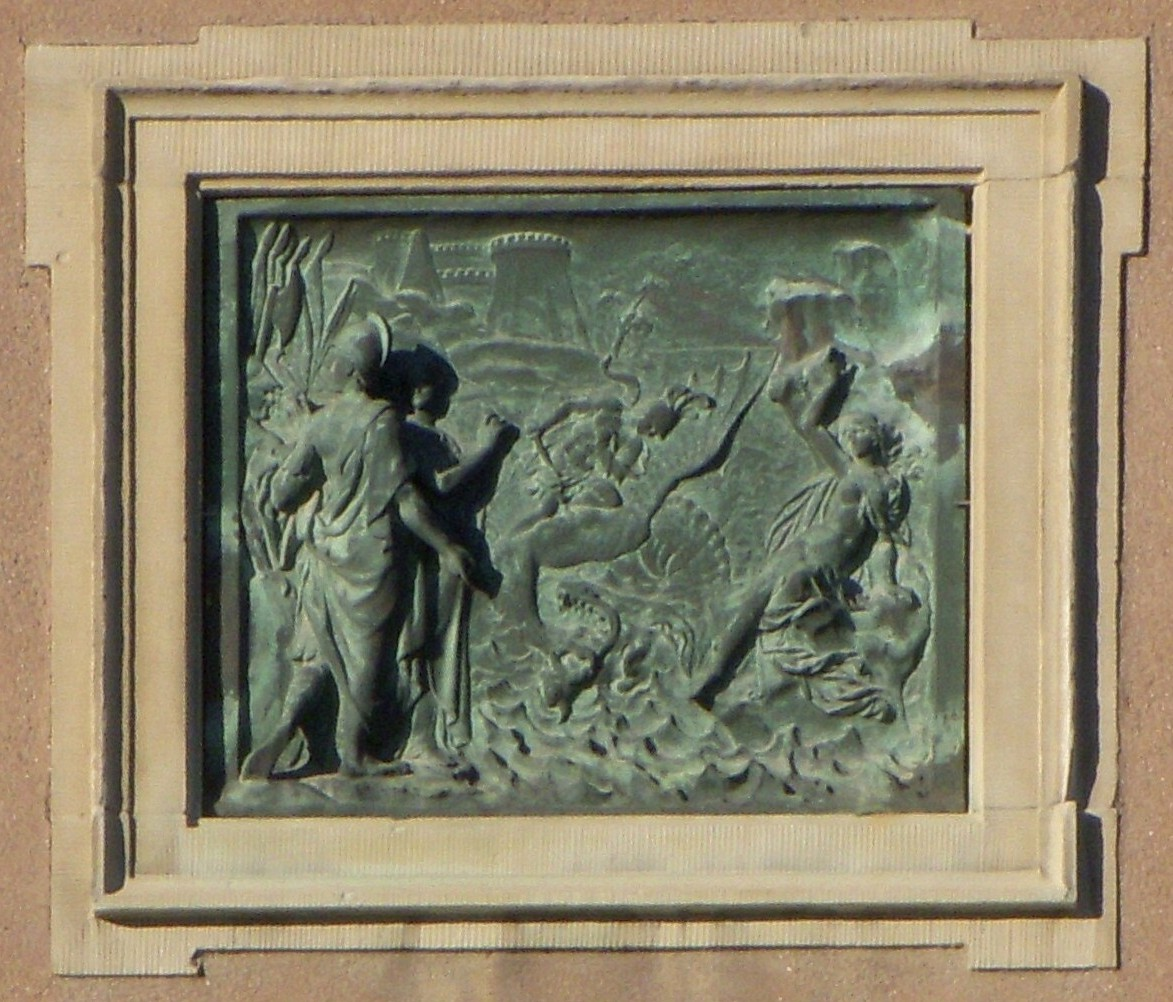
Perseus och Andromeda
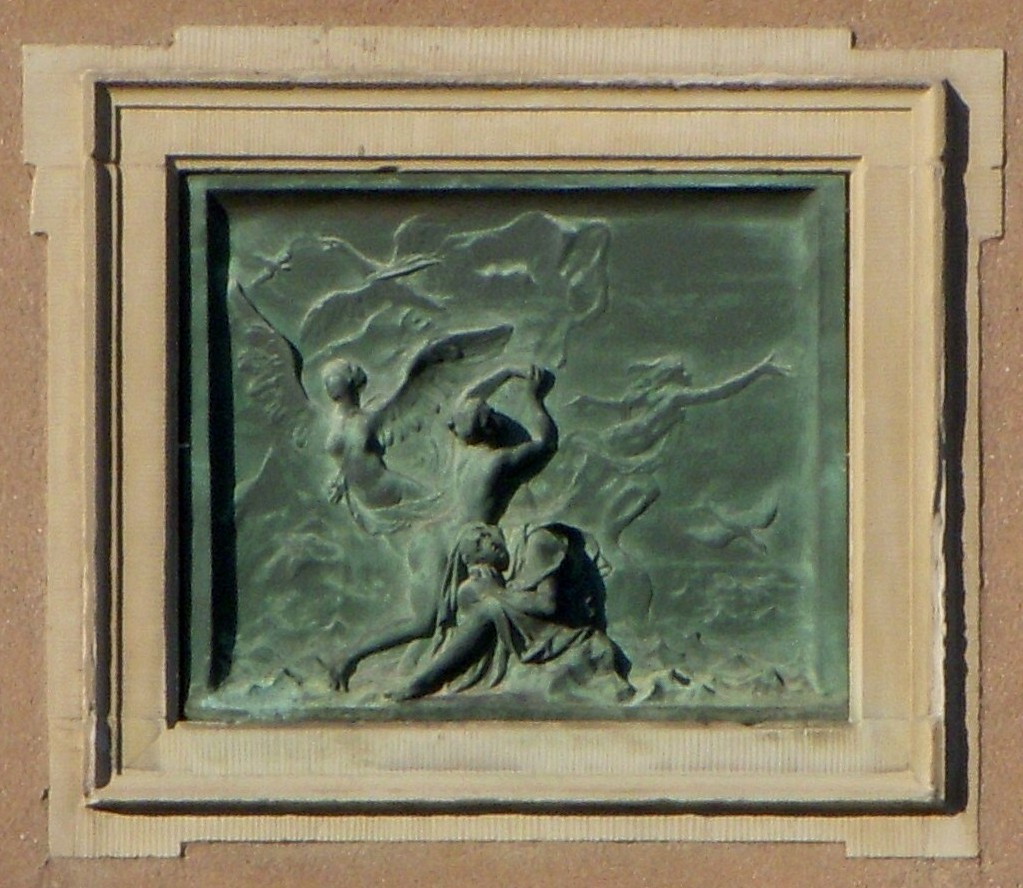
Juno förvandlar Inos följeslagarinnor
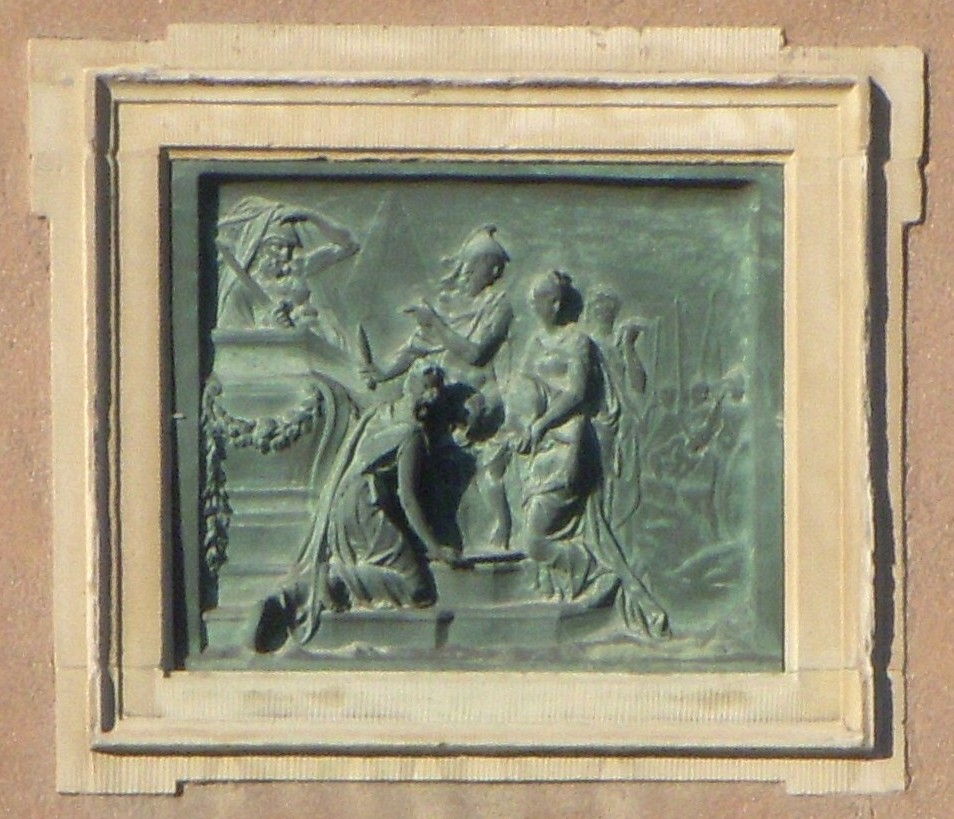
Polyxene offrad på Akilles grav
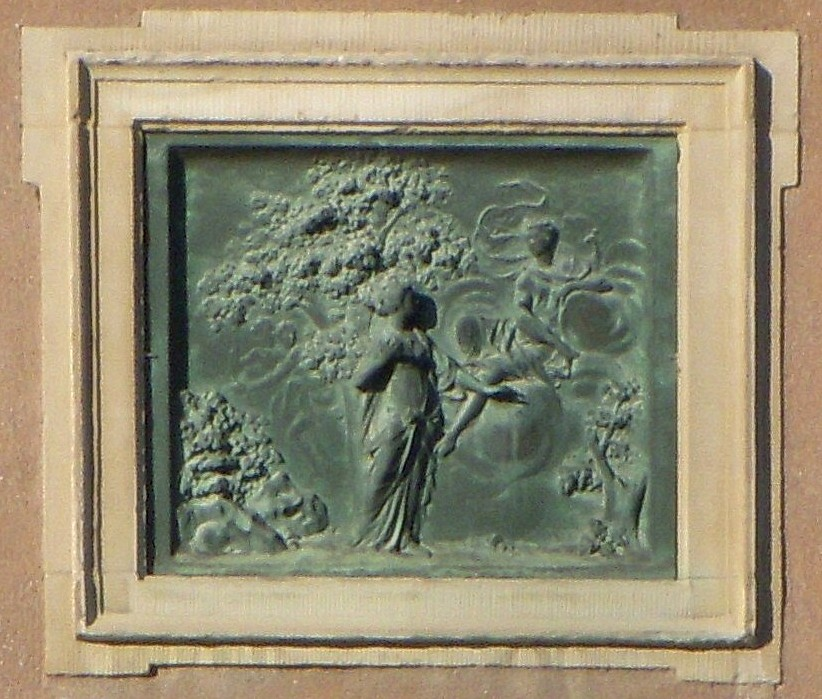
Okänt motiv